# Kapanga wiltoni
Kapanga wiltoni là một loài nhện trong họ Hahniidae.
Loài này thuộc chi Kapanga. Kapanga wiltoni được Raymond Robert Forster miêu tả năm 1970.